# 贝尔纳克
贝尔纳克（法語：Bernac，法語發音：[bɛʁnak]）是法国夏朗德省的一个市镇，属于孔福朗区。

## 地理
贝尔纳克（46°2'45"N, 0°10'29"E）面积8.46 平方千米，位于法国新阿基坦大区夏朗德省，该省份为法国西部内陆省份，北起德塞夫勒省和维埃纳省，东临上维埃纳省，东南至多尔多涅省，南至多爾多涅省，西接滨海夏朗德省。
与贝尔纳克接壤的市镇（或旧市镇、城区）包括：莱萨德若、拉谢夫勒里、拉费、吕费克、圣马丹迪克洛谢。

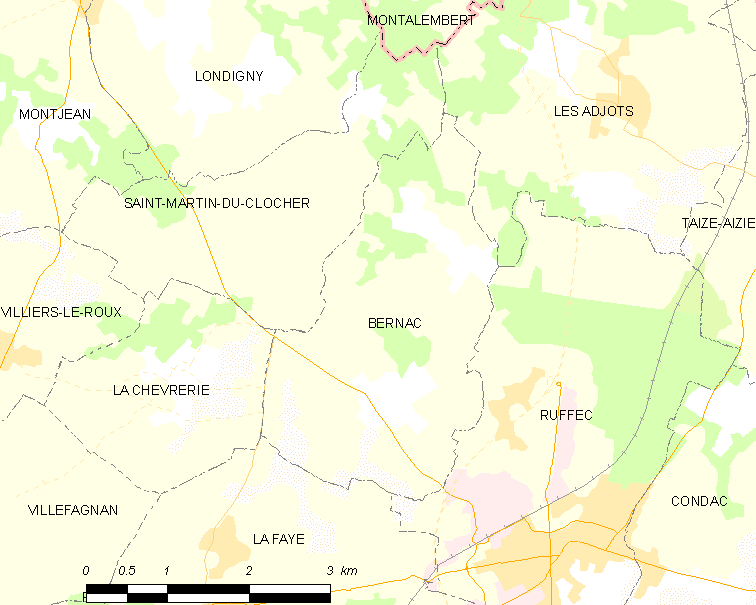
贝尔纳克的OSM定位图

贝尔纳克的时区为UTC+01:00、UTC+02:00（夏令时）。

## 行政
贝尔纳克的邮政编码为16700，INSEE市镇编码为16039。

## 政治
贝尔纳克所属的省级选区为夏朗德北县。

## 人口

1962-2008年间贝尔纳克人口变化图示

贝尔纳克于2022年1月1日时的人口数量为463人。